# Awlad Busayf
Die Awlad Busayf, auch Awlad Abu Saif, sind ein arabischer Stamm in Libyen.
Sie berufen sich auf die Abstammung von einem scherifischen Marabut und gehören keiner größeren Stammeskonföderation an. Ihr Zentrum ist die Stadt Mesda am Rand der Nafusa-Berge, sie leben aber auch im Süden Libyens in der Umgebung von Sabha. Sie sind bekannt für ihr heftiges Streben nach Unabhängigkeit. Dies führte zu zahlreichen Konflikten um Landnutzungsrechte mit den umgebenden Stämmen der Sintan, Mashashiya und Warfalla. Gemeinsam mit den im Süden des Landes lebenden Awlad Sulayman und den Magarha kämpften sie gegen die  italienische Kolonialherrschaft. Gaddafi erklärte ihr Siedlungsgebiet im Jahr 1993 zur strategisch wichtigen Zone für die Landesverteidigung.
In ihrem Zentrum Mesda fanden nach 2011 viele vertriebene Mashashiya Zuflucht, 2012 und 2013 griffen deshalb Milizen aus Sintan und den Nafusa-Bergen die Stadt an, wobei es insgesamt 120 Tote gab.